# Runciman Rock
Der Runciman Rock ist ein wellenumsäumter Klippenfelsen im Wilhelm-Archipel vor der Graham-Küste des Grahamlands auf der Antarktischen Halbinsel. In der Gruppe der Argentinischen Inseln liegt er 160 m östlich von Black Island in der südöstlichen Einfahrt zum Black Island Channel.
Teilnehmer der British Graham Land Expedition (1934–1937) unter der Leitung des australischen Polarforschers John Rymill kartierten ihn 1935. Rymill benannte ihn nach Philip Wood Runciman (1875–1953), Vorstandsvorsitzender der Whites Southampton Yachtbuilding and Engineering Company, bei der das Forschungsschiff Penola vor Beginn der Expedition 1934 instand gesetzt worden war.